# Born
 Denne artikel omhandler en tidligere hollandsk kommune. Opslagsordet har også en anden betydning, se Born (månekrater).
Born (limburgsk: Bor) er en tidligere kommune i den nederlandske provins Limburg, som i dag tilhører kommunen Sittard-Geleen.[kilde mangler] Born blev oprettet i 1981[kilde mangler] ved sammenlægning af kirkebyerne Born, Obbicht-Papenhoven og Grevenbicht. Det samlede indbyggertal ligger på ca. 5600 indbyggere.[kilde mangler]
Udenfor regionen er Born kendt for den største bilfabrik i Nederlandene, NedCar. Et yderligere stort industrikompleks er Koninklijke DSM. Born ligger på Julianakanalen.[kilde mangler]
51°01′59″N 5°48′32″Ø / 51.033°N 5.809°Ø